# Catagramma obidensis
Catagramma obidensis är en fjärilsart som beskrevs av Anton Heinrich Fassl 1922. Catagramma obidensis ingår i släktet Catagramma och familjen praktfjärilar. Inga underarter finns listade i Catalogue of Life.